# Kyselka Radiovka
Kyselka Radiovka (rovněž Radionka) je volně přístupný minerální pramen v Podlesí, části obce Dolní Žandov v okrese Cheb v Karlovarském kraji.

## Geografická poloha
Minerálka vyvěrá ve Slavkovském lese v k. ú. Podlesí u Dolního Žandova severně od Podlesí.

## Přírodní poměry a využívání
Pramen Radiovka se nachází při okraji CHKO Slavkovský les na západních svazích Slavkovského lesa prudce klesajících do Podčeskoleské pahorkatiny. V blízkosti pramene teče Podleský potok. Podloží tvoří žuly krušnohorského plutonu.
Širší okolí je bohaté na vývěry minerálních vod, zejména prameny v Lázních Kynžvart a Mariánských Lázních, které sledují mariánskolázeňský hlubinný zlom, oddělující Slavkovský les od Podčeskoleské pahorkatiny.
Poblíž pramene stávala stáčírna a kyselka se před rokem 1924 stáčela do láhví a expedovala pod názvem Radiovka. V roce 1924 byla provedena úprava jímání, voda však měla větší mineralizaci avšak nepříjemnou železitou příchuť. Po roce 1930 byl hlavní pramen zachycen novým vrtem. Hlavní pramen Radiovky nahradil boční vývěr a začal se expedovat pod názvem Nektar. Ten je méně železitý (0,1 mg/litr). Je také mnohem méně mineralizovaný (720 mg/litr). Stáčírna patřila za první republiky profesoru Mladějovskému z Mariánských Lázní, jenž nechal v blízkosti pramene postavit lázeňské sanatorium. Bývalá stáčírna již neexistuje, sanatorium později sloužilo jako rekreační středisko.
Radiovka vyvěrá z ocelové trubky v čele zahloubeného jímacího místa se zděnou obezdívkou. Na levém boku je plastovou trubkou vyveden boční vývěr Nektar. Ze stáčírny se dochovaly pouze nepatrné základy.

## Vlastnosti a složení
Teplota pramene mírně kolísá od 5 °C do 10,5 °C, celková mineralizace je vysoká a činí přibližně 4 000 mg/litr. Obsah oxidu uhličitého je vysoký, dosahuje 2 500 mg/litr, což dodává minerálce vysokou perlivost a příjemnou kyselou chuť. Minerální voda má mírně zvýšenou radioaktivitu danou vyšším obsahem radonu. Nejsou však k dispozici bližší údaje. Je uveden pouze obsah uranu v hodnotě 79,8 µg/litr. Zvýšený je i obsah železa v hodnotě 17 mg/litr. Hodnota pH je 5,3. O léčivých účincích kyselky nejsou žádné zprávy.

## Přístupnost
Vývěr radioaktivního minerálního pramene se nachází asi 200 metrů vlevo od silničky vedoucí z Podlesí k samotě Javořina. Odběrové místo minerálního pramene je volně přístupné s možností parkování a je zakreslené v turistických mapách.